# Janko Kernc
Janko Kernc, slovenski elektrotehnik, * 19. september 1925, Ljubljana, † 29. januar 1999, Ljubljana.

## Življenje in delo
Diplomiral je leta 1958 na Tehniški fakulteti v Ljubljani in doktoriral 1972 na Tehniški univerzi v Gradcu. Med leti 1954–1989 je bil zaposlen na Fakulteti za naravoslovje in tehnologijo v Ljubljani, od 1984 kot redni profesor. Strokovno se ukvarjal z varnostnimi sistemi in sistemi električne razsvetljave v rudnikih in industrijskih obratih. Objavil je več knjig, publikacij in okoli 20 raziskav. V letih 1974–1986 je urejal Rudarsko-metalurški zbornik.

## Izbrana bibliografija
- Rudarsko tehnološke raziskave (COBISS)
- Merske enote SI : mednarodni sistem enot - uzakonjen v SFRJ (COBISS)
- Rudarsko tehnološke raziskave (COBISS)
- O zaščiti pred napetostjo dotika v mrežah nizke napetosti (Ljubljana 1974)